# Cantheleamima excisa
Cantheleamima excisa är en fjärilsart som beskrevs av Boris Ivan Balinsky 1994. Cantheleamima excisa ingår i släktet Cantheleamima och familjen mott. Inga underarter finns listade i Catalogue of Life.